# Batman R.I.P.
Batman R.I.P. est un arc narratif américain sur Batman réalisé par Grant Morrison, Tony Daniel et Ryan Benjamin. Initialement publié dans Batman n°676-681 en 2008, ensuite, l'histoire aura une publication sous le format d'album publié par Urban Comics dans la série « Grant Morrison présente Batman ».

## Synopsis
Un mystérieux groupe nommé Le Gant noir, dirigé par le Docteur Simon Hurt, cherche à détruire Batman avec l'aide du Joker. Pendant ce temps, Bruce Wayne montre à sa nouvelle amie, Jezebel Jet, le combat contre le crime qu'il mène à Gotham City, mais peu à peu Bruce perd les notions de la réalité et devient vulnérable...

## Personnages

### Personnages principaux
- Batman/Bruce Wayne
- Alfred Pennyworth
- Nightwing/Dick Grayson
- Robin/Tim Drake
- Simon Hurt
- Le Joker
- Jezabel Jet
- Bat-Mite

### Personnages secondaires
- James Gordon
- Talia al Ghul
- Damian Wayne
- Honor Jackson

#### Le Club des Superhéros
- Le Chevalier
- L'Écuyer
- Le Mousquetaire
- El Gaucho
- Frère Chiroptère
- Corbeau Rouge
- Dark Ranger

#### Le Club des Vilains
- Le Bossu
- El Sombrero
- Pierrot Lunaire
- Swagman
- Kraken
- Charlie Caligula
- Scorpiana

## Publications

### Chapitres américains
- DC Comics (première édition anglaise)
  - Batman n°672 à 681
  - 52 n°30 et 47
  - DC Universe n°0

### Éditions françaises
- 2012 : Grant Morrison présente Batman, Tome 2, Batman R.I.P. (Urban Comics)

## Continuité
Batman R.I.P. est lié à d'autres œuvres, qui ont un lien avec les conséquences de cet arc narratif :
- Final Crisis
- Batman: Battle for the Cowl
- Batman: The Return of Bruce Wayne
- Batman and Robin : Blackest Knight (n°7-9) et Batman and Robin Must Die (n°13-15)